# NS 7200
NS 7200 was een serie tenderlocomotieven van de Nederlandse Spoorwegen (NS) en diens voorgangers Maatschappij tot Exploitatie van Staatsspoorwegen (SS) en Nederlandsche Centraal-Spoorweg-Maatschappij (NCS), die oorspronkelijk als locomotief met losse tender gebouwd zijn.

## NCS 1-12
Voor de exploitatie van de nieuwe Centraalspoorweg van Utrecht via Zwolle naar Kampen bestelde de NCS twaalf locomotieven met twee gekoppelde assen en een voorloopas en met een tweeassige tender bij de fabriek Neilson and Company in Glasgow. De locomotieven waren niet voorzien van een gesloten machinistenhuis, het personeel stond in weer en wind. Deze locomotieven werden in 1863 met de nummers 1-12 in dienst gesteld. Daarnaast waren de locomotieven ook voorzien van namen.
De NCS zat in de beginjaren met twaalf locomotieven zeer ruim in het materieel, zodat er zeker een drietal gemist kon worden. Tussen 1865 en 1866 werden de 1, 3 en 4 tijdelijk aan de Hollandsche IJzeren Spoorweg-Maatschappij verhuurd, voor de dienst op de nieuwe normaalsporige spoorlijn tussen Alkmaar en Den Helder, waarvoor de HSM nog niet over normaalsporig materieel beschikte. Nadat de nieuwe Argus en Brutus waren geleverd keerden de NCS 1 en 3 terug naar de NCS en nadat ook de Ceres en Diana werden geleverd keerde ook de NCS 4 terug.
Het in de loop der jaren zwaarder worden van de treinen, maakte deze locomotieven steeds minder geschikt voor de sneltreinen tussen Utrecht en Kampen. Tussen 1883 en 1885 werden vijf locomotieven voorzien van een nieuwe door Hanomag geleverde ketel met een ketelspanning van 9,3 kg/cm² en verzwaard voor een hoger adhesiegewicht, waardoor de trekkracht kon worden vergroot. Voor het personeel werd de gehele serie 1-12 voorzien van een gesloten machinistenhuis. Ongeveer een decennium later was ook dit niet meer toereikend, waarop besloten werd nieuwe locomotieven 21-25 voor de zware sneltreindienst te bestellen.

## Ombouw tot NCS 31-39
In 1892 en 1893 werden de drie slechtste exemplaren van de serie 1-12, de 5, 8 en 12, buiten dienst gesteld en gesloopt. De vier overige nog van een ketel met 6,3 kg/cm² ketelspanning voorziene locomotieven 2, 4, 6 en 7 werden in 1892-1894 verbouwd tot 1B tenderlocomotief en vernummerd in 31-34 om te worden ingezet voor pendeltreinen tussen Zwolle en Kampen. Door een frequentieverhoging met pendeltreinen tussen Zwolle en Kampen te bewerkstelligen bereikte de NCS met de gemeente Kampen een akkoord om niet meer elke trein uit Utrecht door te laten rijden naar Kampen, hetgeen voor de NCS ook een besparing in het rangeerwerk te Zwolle opleverde. Nadat de 31-34 als tenderlocomotief in dienst waren gesteld, werden de voor een 9,3 kg/cm² ketelspanning geschikte 9, 10, 11, 1 en 2 in de jaren 1895-1899 eveneens tot tenderlocomotief omgebouwd en aansluitend vernummerd in 35-39. Daarnaast was er nog een reserveketel voor een ketelspanning van 12 kg/cm² die gedurende de ombouw in diverse locomotieven is gebruikt.
In verband met een eventuele uitbreiding van de serie 21-30 werden de tenderlocomotieven 31-39 in de periode 1904-1904 vernummerd in 81-89. De uitbreiding heeft echter niet plaatsgevonden. De open toegang naar het machinistenhuis werd rond deze tijd voorzien van deurtjes en schuiframen.

## Overname door SS en NS
In 1915 ontwierp de NCS voor de lokaallijnen een nieuwe tenderlocomotief met drie gekoppelde assen ter vervanging van de op leeftijd rakende serie 81-89. Door de Eerste Wereldoorlog en de eerste stappen tot een fusie van de Nederlandse spoorwegmaatschappijen vonden deze plannen geen doorgang, en bleef de serie 81-89 in gebruik op de lokaallijnen.
In 1919 werd de exploitatie van de NCS overgenomen door de SS, waarbij deze locomotieven in de SS-nummering werden opgenomen als 571-579 in dezelfde volgorde als de NCS nummers 81-89. Bij de samenvoeging van het materieelpark van de SS en de HSM in 1921 kregen de locomotieven van deze serie de NS-nummers 7201-7209, waarbij de oorspronkelijke volgorde van de 1-12 werd aangehouden met overslaan van de drie nummers van de reeds gesloopte exemplaren. Tussen 1928 en 1935 werden de locomotieven buiten dienst gesteld, met als laatste de 7201, de oorspronkelijke NCS 1, in 1935 met een respectabele leeftijd van 72 jaar als oudste nog in dienst zijnde locomotief bij de NS.

## Kenmerken
| NS 7200                           | NS 7200                                                    | NS 7200                            | NS 7200 |
| --------------------------------- | ---------------------------------------------------------- | ---------------------------------- | ------- |
| Periode                           | 1863-1899                                                  | 1892-1935                          |         |
| Uitvoering                        | Oorspronkelijke uitvoering als locomotief met losse tender | Na verbouwing tot tenderlocomotief |         |
| Aantal                            | 12                                                         | 9                                  |         |
| Nummering NCS                     | 1-12                                                       | 31-39, later: 81-89                |         |
| Nummering SS                      | n.v.t.                                                     | 571-579                            |         |
| Nummering NS                      | n.v.t.                                                     | 7201-7209                          |         |
| Fabrikant                         | Neilson and Company                                        | NCS werkplaats Utrecht             |         |
| In dienst                         | 1863                                                       | 1892-1899                          |         |
| Uit dienst                        | 1892-1899                                                  | 1928-1935                          |         |
| Asindeling                        | 1B                                                         | 1B tenderlocomotief                |         |
| Spoorwijdte                       | 1435 mm                                                    | 1435 mm                            |         |
| Gewicht locomotief                | 29,0 ton, later: 30,4 ton                                  | 39,6 ton                           |         |
| Gewicht tender                    | 18,0 ton                                                   | n.v.t                              |         |
| Middellijn drijfwielen            | 1600 mm                                                    | 1620 mm                            |         |
| Middellijn loopwielen             | 1067 mm                                                    | 1096 mm                            |         |
| Middellijn tenderwielen           | 1067 mm                                                    | n.v.t.                             |         |
| Lengte over buffers               | 12.794 mm                                                  | 8.790 mm                           |         |
| Hoogte                            | 4012 mm                                                    | 3836 mm                            |         |
| Maximumsnelheid                   | ?                                                          | 80 km/u                            |         |
| Verwarmd oppervlak vuurkist       | 6,2 m2                                                     | 7,0 m2                             |         |
| Verwarmd oppervlak vlampijpen     | 79,2 m2                                                    | 92,0 m2                            |         |
| Roosteroppervlak                  | 1,18 m2                                                    | 1,15 m2                            |         |
| Maximum stoomspanning             | 6,3 / 9,3 kg/cm2                                           | 9,3 / 10,3 kg/cm2                  |         |
| Aantal cilinders                  | 2                                                          | 2                                  |         |
| Middellijn x slaglengte cilinders | 406 x 610 mm                                               | 406 x 610 mm                       |         |
| Stoomverdeling                    | Stephenson                                                 | Stephenson                         |         |
| Waterinhoud                       | 5,5 m3                                                     | 3,8 m3                             |         |
| Brandstofvoorraad                 | 3,5 ton kolen                                              | 1,2 ton kolen                      |         |
| Trekkracht                        | 2770 / ? kg                                                | 3910 / 4480 kg                     |         |
| Soortmerk NS                      | n.v.t.                                                     | L4                                 |         |

## Overzicht
| Fabrieksnummer | Naam       | NCS nummer | In dienst | Voorzien van ketel voor 9,3 kg/cm2 | Verbouwd tot 1B tenderlocomotief | NCS nummer als tenderlocomotief | Voorzien van ketel voor 10,3 kg/cm2 | NCS nummer sinds 1904-1905 | SS nummer | NS nummer | Uit dienst | Bijzonderheden |
| -------------- | ---------- | ---------- | --------- | ---------------------------------- | -------------------------------- | ------------------------------- | ----------------------------------- | -------------------------- | --------- | --------- | ---------- | -------------- |
| 814            | Amsterdam  | 1          | 1863      | 1885                               | 1899                             | 38                              |                                     | 88                         | 578       | 7201      | 1935       |                |
| 815            | Rotterdam  | 2          | 1863      |                                    | 1894                             | 31                              | 1904                                | 81                         | 571       | 7202      | 1931       |                |
| 816            | Utrecht    | 3          | 1863      | 1883                               | 1898                             | 39                              |                                     | 89                         | 579       | 7203      | 1933       |                |
| 817            | Amersfoort | 4          | 1863      |                                    | 1892                             | 32                              | 1899                                | 82                         | 572       | 7204      | 1930       |                |
| 818            | Nijkerk    | 5          | 1863      |                                    |                                  |                                 |                                     |                            |           |           | 1892       |                |
| 819            | Harderwijk | 6          | 1863      |                                    | 1893                             | 33                              | 1899                                | 83                         | 573       | 7205      | 1929       |                |
| 820            | Elburg     | 7          | 1863      |                                    | 1893                             | 34                              | 1900                                | 84                         | 574       | 7206      | 1928       |                |
| 821            | Hattem     | 8          | 1863      |                                    |                                  |                                 |                                     |                            |           |           | 1892       |                |
| 822            | Zwolle     | 9          | 1863      | 1885                               | 1897                             | 35                              |                                     | 85                         | 575       | 7207      | 1931       |                |
| 823            | Kampen     | 10         | 1863      | 1884                               | 1896                             | 36                              |                                     | 86                         | 576       | 7208      | 1934       |                |
| 824            | IJssel     | 11         | 1863      | 1884                               | 1895                             | 37                              |                                     | 87                         | 577       | 7209      | 1929       |                |
| 825            | Vecht      | 12         | 1863      |                                    |                                  |                                 |                                     |                            |           |           | 1893       |                |